# G3 (hunebed)

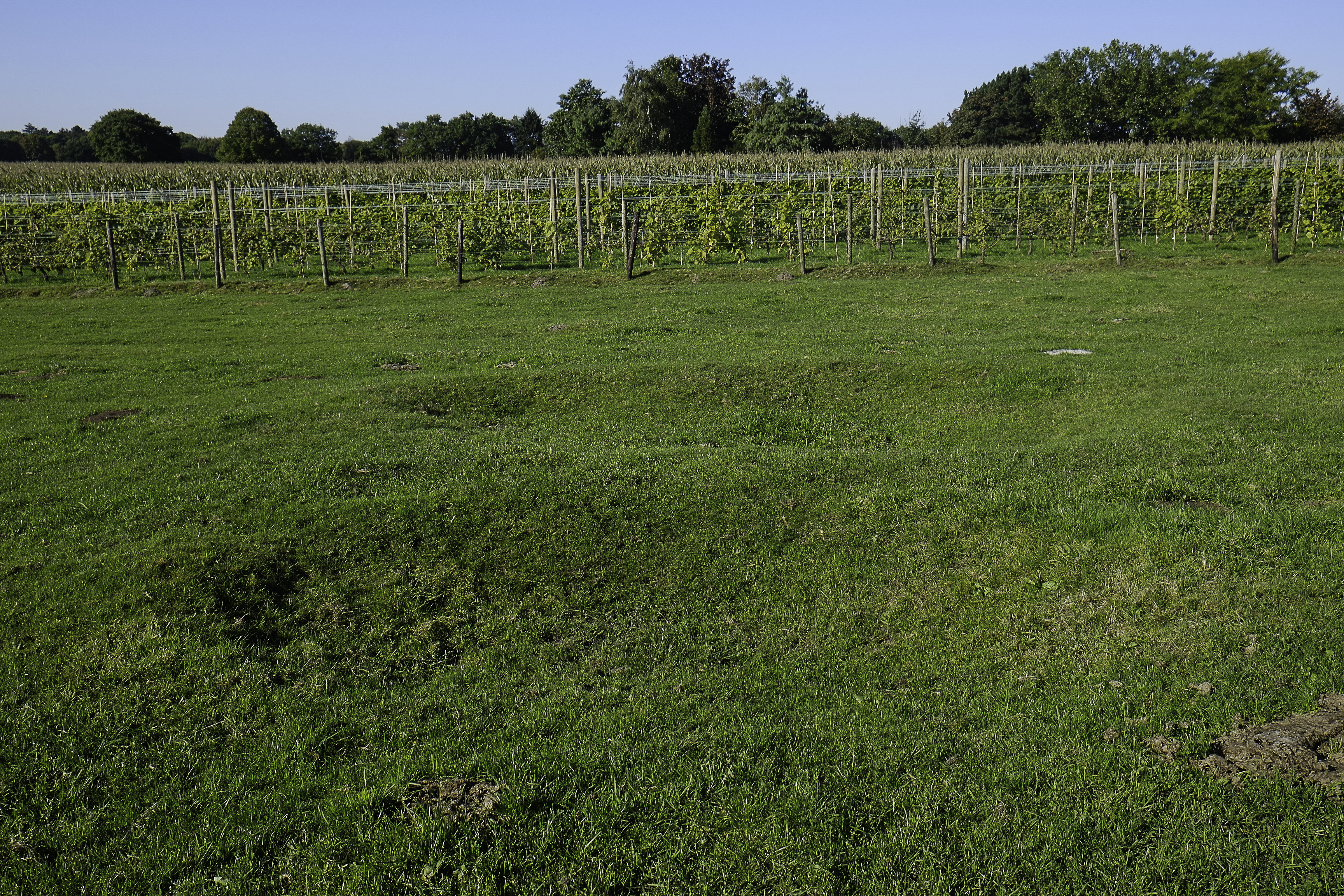
In de richting van het noordwesten. Op de achtergrond een wijngaard.

Hunebed G3 is een voormalig hunebed in de Nederlandse provincie Groningen. Het lag ten zuidoosten van Glimmen, ten zuiden van de Oude Schoolweg in de kadastrale sectie H4 nr. 2162. Ongeveer 250 meter noordoostelijker lag ten noorden van de Oude Schoolweg hunebed G2. De locatie van beide hunebedden wordt regelmatig foutief verwisseld. G3 was met een lengte van 3,20 meter voor zover bekend het kortste hunebed van Nederland.

## Omvang
Bij opgravingen in 1971 werden de kuilen teruggevonden van twee paar zijstenen en een sluitsteen. Een grote kuil aan de andere kant van het hunebed bleek de locatie te zijn van de andere sluitsteen. Een ingang kon niet worden teruggevonden. 

## Geschiedenis
Het hunebed wordt door Lanting op basis van een gevonden kommetje uit de trechterbekercultuur naast het hunebed op zijn laatst gedateerd in de fase C/D1, hetgeen (C en D1) door Brindley worden geplaatst in horizont 3, wat neerkomt op een datering vanaf ongeveer 3300 v.Chr. Er is echter ook een voor de trechterbekercultuur unieke oortjesfles gevonden, die door Brindley in horizont 1 is geplaatst, rond 3400 v.Chr. Mogelijk is het hunebed dus al rond die tijd gebouwd en is het daarmee het oudste van Nederland. In het hunebed zijn verder 33 scherven van trechterbekerpotten gevonden.
De sloop van het hunebed is op basis van gevonden kogelpolscherven gesteld op ca. de 10e tot de 13e eeuw. Er is weleens beweerd dat de stenen van het hunebed gebruikt zijn voor de fundering van het Huis te Glimmen.
Hunebed G3 werd op 20 maart 1966 bij toeval ontdekt door (student) amateurarcheoloog Jan Evert Musch. Aan de oppervlakte was namelijk een gruisplek zichtbaar van ongeveer 4 bij 6 meter. In eerste instantie werd hierop sceptisch gereageerd. Nadat hij in de herfst van 1966 ook de restanten van G2 ontdekte en met een grondboor terpgrond en archeologische resten naar boven haalde, veranderde dit. Tussen 11 en 15 oktober 1971 werden de restanten van het hunebed opgegraven door archeoloog Jan Lanting. Doordat het hunebed al lange tijd gesloopt is en men in die tijd nog niet zoveel interesse had in potten en scherven, zijn er vergeleken met bestaande hunebedden vermoedelijk relatief weinig archeologische resten door grafrovers verwijderd, waardoor er bij opgravingen nog veel aanwezig bleken te zijn.
De locatie van het vroegere hunebed is net als die van G2 niet archeologisch beschermd. De plek is herkenbaar aan twee kuilen in een weiland.